# Berlesiella scutata
Berlesiella scutata är en kvalsterart som beskrevs av Hammer 1979. Berlesiella scutata ingår i släktet Berlesiella och familjen Haplozetidae. Inga underarter finns listade.